# 雉朝飞
《雉朝飞》，古琴曲，相傳為戰國時期齊國處士牧犢子所作，首見於《神奇秘譜》，今有陳長林等人打譜演奏的版本。唐代诗人李白作有同名古詩。

## 解题

### 《神奇秘谱》
臞仙按崔豹《古今注》曰：是曲者，牧犢子所作也。在齊宣王時，處士泯宣，行年五十而無妻，因出薪於郊，見雄雉挾雌而飛，不覺意動心悲，仰天而嘆曰，大聖在天，恩及草木鳥獸，而我獨不獲。乃爲歌曰，雉朝飛兮鳴相和，雌雄羣飛於山阿，我獨傷兮未有室，時將暮兮可奈何，嗟嗟，暮兮可奈何。犢牧子深悼之，故取其義而爲操焉。

## 琴譜版本
收錄於《神奇秘譜》、《浙音釋字琴譜》、《風宣玄品》、《西麓堂琴統》、《琴苑心傳全編》、《五知齋琴譜》、《自遠堂琴譜》、《蕉庵琴譜》、《天聞閣琴谱》等數十種琴譜中。

## 演奏版本
- 《神奇秘譜》，陳長林打譜並錄音。[4][5]
- 《神奇秘譜》，吳文光打譜。[6]

## 李白之詩
“麦陇青青三月时，白雉朝飞挟两雌。锦衣绣翼何离褷，犊牧采薪感之悲。春天和，白日暖。啄食饮泉勇气满，争雄斗死绣颈断。雉子班奏急管弦，倾心酒美尽玉碗。枯杨枯杨尔生稊，我独七十而孤栖。弹弦写恨意不尽，瞑目归黄泥。”